# Mimosa elongata
Mimosa elongata är en ärtväxtart som beskrevs av George Bentham. Mimosa elongata ingår i släktet mimosor, och familjen ärtväxter. Inga underarter finns listade i Catalogue of Life.